# Polystichum bachii
Polystichum bachii är en träjonväxtart som beskrevs av M. Kessler och A. R. Sm. Polystichum bachii ingår i släktet Polystichum och familjen Dryopteridaceae. Inga underarter finns listade.